# Суд (фільм, 1962)
«Суд» — радянський художній фільм 1962 року за однойменною повістю Володимира Тендрякова.

## Сюжет
На ведмедя полювали троє: старий мисливець-ведмежатник Семен Тетерін, начальник будівництва Дудирєв і фельдшер сільського медпункту Мітягін. Собаки довго гнали ведмедя і нарешті наздогнали. Тетерін чув звук гармошки, але не встиг попередити. Його крик пролунав одночасно з пострілом — і в результаті вбито людину. Почалося слідство. Один з трьох відповідатиме за його смерть…

## У ролях
- Микола Крючков — Семен Іванович Тетерін, промисловик-мисливець
- Олег Жаков — Костянтин Сергійович Дудирєв, начальник будівництва
- Віктор Кольцов — Василь Максимович Мітягін, фельдшер
- Павло Волков — Михайло, бригадир
- Степан Крилов — Донат, голова колгоспу
- Костянтин Лилов — слідчий
- Анатолій Чемодуров — прокурор
- Валентина Телегіна — народний суддя
- Зінаїда Воркуль — Мітягіна
- Олена Максимова — жінка на засіданні суду
- Данило Нетребін — Сергій, водій
- Микола Погодін — тракторист
- Ганна Заржицька — жителька села
- Олександра Данилова — жителька села
- Віктор Чекмарьов — Кузьма Ілліч, «фінансовий геній» будівництва
- Микола Сморчков — хлопець в залі суду (немає в титрах)
- Антоніна Максимова — епізод
- Валентина Ананьїна — жінка на судовому засіданні

## Знімальна група
- Режисери — Аїда Манасарова, Володимир Скуйбін
- Сценарист — Володимир Тендряков
- Оператор — Володимир Боганов
- Композитор — Олександр Локшин
- Художники — Сергій Воронков, Іполит Новодережкин